# Productielogistiek
Productielogistiek omvat alle handelingen binnen scheppende organisaties met betrekking tot de interne logistiek. Het startpunt ligt in het goederen ontvangst magazijn en omvat materials handling, productieplanning, inkoop, productie en opslag. Het begrip is afkomstig uit de technische bedrijfskunde. In tegenstelling tot supply chain management richt de productielogistiek zich op interne optimalisatie en goederenbeheersing. Productielogistiek staat verder naast distributielogistiek, inkooplogistiek en reverse logistics.
Productielogistiek speelt in fabrieken in de fabrieksafdelingen, en gaat over het logistiek beheersen van de hoeveelheid productie in de tijd gezien naar capaciteit:
- Productiebeheersing = mensen / personeel / uren en machines / gereedschappen

En naar materiaal
- Material management = aanvoer van grondstoffen, onderdelen, halffabricaten, onderhanden werk

In fabricage- en assemblagebedrijven draait productielogistiek tevens om het maken van afspraken met de afnemers, zodat producten effectief en efficiënt ter beschikking komen. Productieplanning en -besturing zijn hierbij verder van groot belang. Zij kunnen zorg dragen voor korte doorlooptijd, snelle levertijd, hoge capaciteitsbezetting, lage voorraad onderhanden werk en hoge leveringsbetrouwbaarheid.

## Verdere onderwerpen
- Typen van productiebedrijven,
- Capaciteitsplanning
- Doorlooptijd beheersing
- Kanban
- Klantenorderontkoppelpunt
- Materiaalplanning
- MRP
- Productieprocessen,
- Prioriteit stelling
- Wachttijden
- Bezettingsgraad